# Emoji: O Filme
The Emoji Movie (bra/prt: Emoji: O Filme) é um filme de animação de comédia, aventura e ficção científica estadunidense de 2017, escrito e dirigido por Tony Leondis e co-escrito por Eric Siegel e Mike White. O filme estrela as vozes de T. J. Miller, Anna Faris, James Corden, Patrick Stewart, Maya Rudolph, Steven Wright, Rob Riggle, Jennifer Coolidge, Jake T. Austin, Sofia Vergara e Christina Aguilera. Produzido pela Sony Pictures Animation, foi lançado nos Estados Unidos em 28 de julho de 2017.
Apesar de ter se saído bem nas bilheterias, o filme foi arrasado pela crítica, sendo considerado um dos piores filmes animados já feitos.

## Sinopse
Gene, um emoji pode mostrar diversas expressões. Apesar de nem todo mundo aceitar isso. Ele e outros emojis vivem em um smartphone de um garoto chamado Alex, quando Alex manda uma mensagem para Addie, a sua colega no qual tem uma queda e Gene faz um emoji inadequado, o celular corre risco de ser reiniciado. Para impedir isso Gene sai numa aventura com Bate Aqui, um emoji de mão e Rebelde, uma emoji hacker grosseira. Para Gene ser um emoji normal terá que atravessar vários aplicativos antes que o celular seja apagado, além de evitar robôs mandados por Sorridente, a chefe dos emojis, para apagar Gene após o incidente.

## Elenco
- T. J. Miller como Gene Eh, o protagonista do filme. Um estranho emoji que pode mostrar múltiplas expressões[5][11]
- Anna Faris como Rebelde, a deuteragonista do filme. Uma emoji decifradora de códigos e o interesse amoroso de Gene também, mais tarde namorada.[12]
- James Corden como High-five, o tritagonista do filme. Um emoji high five, que se torna o melhor amigo de Gene[9][10][12]
- Maya Rudolph como Sorridente, a antagonista do filme. Uma emoji de sorriso[13]
- Steven Wright como Edson Eh, o emoji pai de Gene[5]
- Jennifer Coolidge como Edna Eh, a emoji mãe de Gene[13]
- Jake T. Austin como Alex, um humano que possui um smartphone onde Gene e seus amigos vivem[13]
- Christina Aguilera como Akiko Glitter, uma dançarina descolada que vive dentro do aplicativo Just Dance[14]
- Sofía Vergara como Flamenca, uma emoji dançarina de flamenco[15]
- Patrick Stewart como Cocô, um emoji de fezes[9][16]
- Rob Riggle como um emoji de sorvete (Não creditado).[5][17]

## Produção
O filme foi inspirado no amor do diretor Tony Leondis por Toy Story (1995). Querendo fazer uma nova abordagem do conceito, ele começou a se perguntar: "Qual é o novo brinquedo que ainda não foi explorado?" Ao mesmo tempo, Leondis recebeu uma mensagem de texto com um emoji, que o ajudou a perceber que esse era o mundo que ele queria explorar. Ao desenvolver a história, Leondis considerou que os emojis visitassem o mundo real. No entanto, sua produtora sentiu que o mundo dentro de um telefone era muito mais interessante, o que inspirou Leondis a criar a história de onde e como os emojis viviam. Como Leondis é gay, ele se conectou com a situação de Gene de "ser diferente em um mundo que espera que você seja uma coisa" e, ao perceber que o sentimento era verdadeiro para a maioria das pessoas, Leondis disse que o filme "era muito pessoal".
Em 21 de julho de 2015, foi anunciado que a Sony Pictures Animation ganhou uma guerra de licitação contra a Warner Bros. e a Paramount Pictures sobre os direitos de produção para produzir o filme. Na CinemaCon de 2016, o filme foi oficialmente anunciado. O filme foi rapidamente colocado em produção pelo estúdio após a guerra de licitação. Ao contrário da maioria dos outros filmes de animação, o filme teve um tempo de produção de dois anos, pois havia a preocupação de que o filme se tornasse desatualizado devido à evolução da tecnologia de telefones.

### Escalação do elenco
Em julho de 2016, Miller foi anunciado que Gene seria o emoji principal em um tweet da Sony Pictures Animation no Dia Mundial do Emoji. Leondis criou o papel com Miller em mente, embora o ator inicialmente hesitasse em interpretar o papel, apenas aceitando depois que Leondis o informou sobre a história. Leondis escolheu Miller porque "quando você pensa em irreprimível, você pensa em TJ. Mas ele também tem essa capacidade surpreendente de partir seu coração". Além disso, Miller também contribuiu com algumas reescritas. Em outubro de 2016, foi anunciado que Ilana Glazer e James Corden se juntariam ao elenco. Em dezembro de 2016, o título do filme foi renomeado de Emojimovie: Express Yourself, para simplesmente The Emoji Movie. Glazer foi posteriormente substituída por Anna Faris. De acordo com Jordan Peele, inicialmente foi oferecido para ele o papel de "Cocô", que levou à sua decisão de deixar de atuar. O personagem acabou indo para Patrick Stewart.

## Música
A trilha sonora do filme foi composta por Patrick Doyle, que anteriormente compôs a trilha sonora de Igor (2008), também dirigido por Leondis. O cantor Ricky Reed gravou uma canção original, "Good Vibrations", para o filme. Enquanto também dublava um personagem no filme, a canção "Feel This Moment " de Christina Aguilera também foi usada durante o filme e os créditos finais.

## Lançamento
Em novembro de 2015, a Sony programou o lançamento do filme para 11 de agosto de 2017. Um ano depois, ele foi movido para 4 de agosto, com Baby Driver inicialmente levando a data anterior. No final de março, o filme foi movido uma semana antes, para 28 de julho, trocando de lugar com The Dark Tower.
O lançamento do filme nos cinemas foi precedido por Puppy! (2017), um curta de Hotel Transilvânia escrito e dirigido por Genndy Tartakovsky, que serviu de empate para o lançamento de Hotel Transylvania 3: Summer Vacation (2018).

### Marketing
Em 20 de dezembro de 2016, um teaser trailer do filme foi lançado, que recebeu críticas esmagadoras de usuários de mídia social, coletando quase 22.000 "dislikes" contra 4.000 "likes" nas primeiras 24 horas de seu lançamento. Um segundo trailer foi lançado em 16 de maio de 2017, que também recebeu uma recepção extremamente negativa. A Sony promoveu o lançamento do último trailer em uma conferência de imprensa em Cannes, um dia antes do Festival de Cinema de Cannes de 2017, que contou com T.J. Miller soltando um balão. A Variety chamou o evento de "um pouco estranho", e The Hollywood Reporter descreveu isso como "divulgação ridícula".
A Sony Pictures foi posteriormente criticada depois que a conta oficial do filme no Twitter postou uma foto promocional de uma paródia de The Handmaid's Tale, com a personagem Sorrisete. A paródia foi considerada de mal gosto devido aos temas gerais da obra, e a imagem foi excluída posteriormente.
Em 17 de julho de 2017, o Empire State Building foi aceso com "emoji amarelo". Naquele mesmo dia, o diretor Tony Leondis e a produtora Michelle Raimo Kouyate se juntaram a Jeremy Burge e Jake T. Austin para tocar o sino de fechamento da Bolsa de Valores de Nova York e a Saks Fifth Avenue ofereceu um tapete vermelho de eventos promocional de emojis em sua loja principal para promover mercadorias da marca Emoji Movie.
Em 20 de julho de 2017, a Sony Pictures convidou o YouTuber Jacksfilms (que eles consideravam "O fã número um de The Emoji Movie") para a estreia mundial e enviou a ele um pacote contendo várias mercadorias de The Emoji Movie, incluindo fidget spinners, máscaras faciais, e uma pelúcia do emoji de cocô. A Jacksfilms elogiou o filme quatro meses antes, embora fosse sarcasmo e ele estava na verdade zombando do filme.

### Home media
The Emoji Movie foi lançado em 4K Ultra HD Blu-ray, Blu-ray e DVD em 24 de outubro de 2017 nos Estados Unidos, pela Sony Pictures Home Entertainment. De acordo com o The Numbers, as vendas de DVD arrecadaram US$ 8.616.759 e as vendas de Blu-ray, US$ 6.995.654.

## Recepção

### Bilheteria
The Emoji Movie arrecadou US$ 86,1 milhões nos Estados Unidos e Canadá, e US$ 131,7 milhões em outros territórios, para um total mundial de US$ 217,8 milhões, contra um orçamento de produção de US$ 50 milhões.
Nos Estados Unidos e Canadá, The Emoji Movie foi lançado junto de Atômica e tinha expectativas de arrecadar cerca de US$ 20 milhões em 4.075 salas de cinema em seu fim de semana de abertura. O filme arrecadou US$ 900.000 nas prévias de quinta-feira à noite e US$ 10,1 milhões no primeiro dia. Ele estreou com US$ 24,5 milhões, terminando em segundo na bilheteria atrás de Dunquerque (2017). Deteve o recorde de pior abertura para um filme em 4.075 cinemas. No segundo fim de semana do filme, caiu quase 50%, arrecadando $ 12,4 milhões e terminando em terceiro (atrás de Torre Negra e Dunquerque).
Os embargos da crítica ao filme foram lançadas no meio-dia, 27 de julho, apenas algumas horas antes de o filme estrear para o público em geral, em um movimento considerado entre uma das várias táticas que os estúdios estão usando para tentar conter as classificações ruins do Rotten Tomatoes. Falando sobre o efeito que as críticas embargadas até o último minuto tiveram sobre a estreia do filme, Josh Greenstein, presidente de marketing e distribuição mundial da Sony Pictures, disse: "The Emoji Movie foi feito para menores de 18 anos... então queríamos oferecer o filme a sua melhor chance. Que outro grande lançamento com uma pontuação abaixo de 8 por cento estreou no norte com US$ 20 milhões? Não acho que haja um.".

### Crítica especializada
The Emoji Movie foi criticado universalmente pelos críticos. No site agregador de críticas Rotten Tomatoes, o filme mantém um índice de aprovação de 7% baseado em 134 críticas, com uma classificação média de 2,90/10. O consenso crítico do site exibe um emoji sem símbolo ("🚫") no lugar do texto. No Metacritic, que atribui uma classificação normalizada às críticas, o filme tem uma pontuação média ponderada de 12 em 100, com base em 26 críticos, indicando "aversão esmagadora". O público entrevistado pela CinemaScore deu ao filme uma nota média de "B" em uma escala de A + a F.
David Ehrlich, do IndieWire, deu ao filme um D, escrevendo: "Não se engane, The Emoji Movie é muito, muito, muito ruim (estamos falando de uma peça hiperativa de propaganda corporativa em que o Spotify salva o mundo e Sir Patrick Stewart dá voz a um cocô vivo), mas a vida real é muito difícil de competir agora.". Alonso Duralde, do TheWrap, também criticou o filme, chamando-o de "um desastre de esmagar a alma porque falta humor, sagacidade, ideias, estilo visual, performances atraentes, um ponto de vista ou qualquer outra característica distinta que o tornaria tudo menos uma completa perda de tempo".
Glen Kenny, do The New York Times, descreveu o filme como "abertamente idiota", afirmando que o filme segue uma ideia de Hollywood de que o "idiota da moda e vaidoso pode parecer menos idiota". Owen Gleiberman, da Variety, criticou o filme como "exagero situacional agitado" e "preguiçoso" enquanto criticava cruelmente o filme, escrevendo: "Houve ideias piores, mas neste caso a execução não é boa o suficiente para trazer a noção de um filme de emoji para uma vida funky e surpreendente.". Escrevendo no The Guardian, Charles Bramesco chamou o filme de "mal insidioso" e escreveu que era pouco mais do que um exercício de anunciar downloads de smartphones para crianças. Escrevendo para o Hindustan Times, Aditya Dogra reconheceu que os espectadores notaram semelhanças entre The Emoji Movie e Inside Out, The Lego Movie e Wreck-It Ralph.

### Prêmios e indicações
| Ano  | Prêmio                | Categoria                                                       | Nomeado (s)                                                             | Resultado | Ref (s) |
| ---- | --------------------- | --------------------------------------------------------------- | ----------------------------------------------------------------------- | --------- | ------- |
| 2018 | Kids' Choice Awards   | Filme de animação favorito                                      | The Emoji Movie                                                         | Indicado  | [ 67 ]  |
| 2018 | 38º Framboesa de Ouro | Pior Filme                                                      | Michelle Raimo Kouyate                                                  | Venceu    | [ 68 ]  |
| 2018 | 38º Framboesa de Ouro | Pior Diretor                                                    | Tony Leondis                                                            | Venceu    | [ 68 ]  |
| 2018 | 38º Framboesa de Ouro | Pior combo                                                      | Quaisquer dois emojis desagradáveis                                     | Venceu    | [ 68 ]  |
| 2018 | 38º Framboesa de Ouro | Pior Roteiro                                                    | Tony Leondis, Eric Siegel e Mike White ; baseado na tendência de emojis | Venceu    | [ 68 ]  |
| 2018 | 38º Framboesa de Ouro | O candidato indicado ao Framboesa que é tão podre que você amou | The Emoji Movie                                                         | Indicado  | [ 69 ]  |